# 抹大拉的馬利亞教堂 (利沃夫)

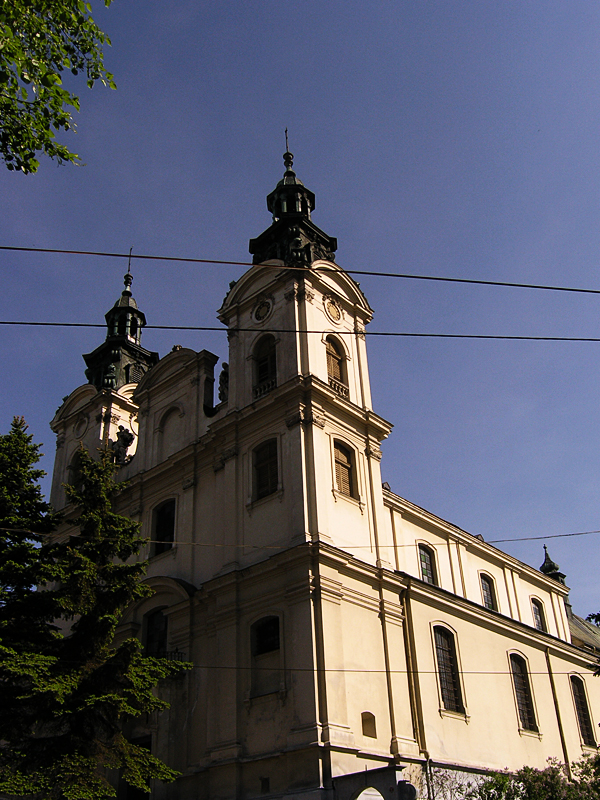
抹大拉的馬利亞教堂

抹大拉的馬利亞教堂是烏克蘭城市利沃夫的一座教堂，位於利沃夫舊城。這座教堂始建於17世紀，外觀融合了文藝復興式和巴洛克風格，並在1630年奉獻。教堂和修道院在1704年被瑞典人掠奪燒毀。1758年，教堂部分得到重建。在蘇聯時期，教堂在1962年被關閉，內部大部分設施被掠奪或摧毀。1991年蘇聯解體後，教堂得到重建，但仍有國家所有。
49°50′6″N 24°1′5″E / 49.83500°N 24.01806°E